# ألفرد فرانك
ألفرد فرانك (بالألمانية: Alfred Franke)‏ هو عسكري ألماني، ولد في 20 سبتمبر 1918 في ينا في ألمانيا، وتوفي في 9 سبتمبر 1942 في فولغوغراد في روسيا بسبب قتل في المعركة.